# Batalla de Apolonia
La batalla de Apolonia tuvo lugar durante la primera guerra macedónica en 214 a. C.
En el año 214 a. C., Filipo V de Macedonia marchó a través de Epiro, con el objetivo de reunir tropas de sus aliados griegos. A lo largo del camino capturó la ciudad de Orico, donde dejó una pequeña guarnición y marchó hacia Apolonia de Iliria. El ejército de Filipo recibió el apoyo de su flota. En ese momento la escuadra romana navegó por el canal de Otranto, tomando Orico y enviando en secreto 2000 soldados hacia Apolonia.
Los apolonios y los romanos realizaron un ataque por sorpresa durante la noche al campamento macedonio, destruyendo las máquinas de asedio contra la ciudad y matando o capturando a 3000 soldados de Filipo. En el mar, la flota macedonia fue bloqueada por la romana. En esta situación, Filipo tuvo que retirarse. A partir de ese momento, Orico se convirtió en protectorado romano.